# Лантингђи Сју
Лантингђи Сју кин: 蘭亭集序 - предговор песмама сакупљеним из Павиљона орхидеја, или Лантинг Сју („Предговор из Павиљона орхидеја“), је дело кинеске калиграфије за које се сматра да га је написао познати калиграф Ванг Сиџи (303–361) из династије Источни Ђин (317–420).
Девете године ере Јунгхе (353. н.е.), одржана је Пролећна церемонија прочишћења у Лантингу, у префектури Куаиђи (данашњи Шаосинг, провинција Џеђанг), где је Ванг у то време био гувернер. Током догађаја, четрдесет два учењака окупила су се дуж обала потока и учествовала у такмичењу у пијењу „вијугавог потока“: чаше вина пуштане су низводно, и кад год би се чаша зауставила испред госта, он је морао да састави песму или да попије вино. На крају дана, двадесет шест учењака је саставило укупно тридесет седам песама, а Лантингђи Сју, као предговор збирци, написао је Ванг на лицу места. Оригинални предговор је одавно изгубљен, али више копија мастилом на папиру или на каменим натписима сачувано је до данас.

## Форма и садржај
Лантингђи Сју је написан kurzivnim (или полу-курзивним) стилом на папиру од свилене бубе, четкицом од длаке ласице. Састоји се од 324 карактера у 28 колона. Писмо Лантингђи Сјуа често је слављено као врхунац курзивног стила у историји кинеске калиграфије. Импровизовано дело показало је Вангову изузетну калиграфску вештину са елегантним и течним потезима у кохерентном духу кроз цео предговор. Карактер Џи („之“) појављује се 20 пута, али никада није написан на исти начин.
Не само да је естетска форма рукописа високо цењена, већ су и трансцендентна осећања изражена у предговору о животу и смрти безвременски класик. Предговор почиње дивним описом пријатног окружења и радосне церемоније, али наставља откривајући меланхолична осећања о томе како ће пролазна задовољства која доноси огроман универзум ускоро постати ретроспекција. Ванг је сматрао да ће исту емоцију делити и преци и његове будуће генерације, иако ће свет и околности бити другачији. Научници који проучавају Ванга, његову идеологију изражену у предговору називају фузијом конфучијанизма, будизма и таоизма.

## Оригинал и копијеЛантингђи Сјуа
Прича се да је оригинал Лантингђи Сјуа Ванг завршио у стању пијанства. Ванг је покушао поново да напише предговор, али није успео да створи исту узвишену лепоту као први пут. Када је дошла владавина другог цара из династије Танг (618–907), цар Таицунг (598?–649) био је обожавалац Вангове калиграфије и сакупио је око две хиљаде Вангових дела. Његова потрага за оригиналом Лантингђи Сјуа постала је широко распрострањена анегдота – царев високи дворски званичник Сјао Ји добио је задатак да набави оригинал од Бјен Цаија, монаха који је наследио Вангов Лантингђи Сју од калуђера Џи Јунга, седмог Ванговог унука. Сјао је успео да задобије поверење монаха и успешно је однео оригинално дело (Слика 1). Пресрећни цар је убрзо затражио од неколико дворских званичника и калиграфа да копирају Лантингђи Сју, а након смрти цара Таицунга, каже се да је оригинал сахрањен заједно с њим у његовом маузолеју у провинцији Шенси.
Данас се међу постојећим копијама предговора неколико изванредних имитација приписује Фенг Ченгсуу (617–672), Оујанг Сјуну (557–641), Ју Шинану (558–638) и Чу Суилијангу (596–659) из династије Танг. Фенгова верзија, позната и као Шенлунг верзија (Слика 2), сматрана је најсличнијом оригиналу. Фенг је, као краљевски преписивач, овладао техником праћења калиграфије која се звала Сјанг Туо. Метода захтева да преписивач борави у тамној соби и прислони уметничко дело на прозор где сунчева светлост може да продре кроз папир како би се открили сви детаљи карактера; други празан папир се затим причврсти на оригинални комад да би се прецизно пратио обрис сваког потеза пре попуњавања мастилом. Шенлунг верзија се тренутно чува у Музеју палате у Пекингу.

## АутентичностЛантингђи Сјуа
С обзиром да није сачувано ниједно оригинално дело из Вангове руке, аутентичност Лантингђи Сјуа била је предмет контроверзи, посебно од династије Ћинг (1644–1912) па надаље. Шездесетих година 20. века, дебата о аутентичности Лантингђи Сјуа интензивирала се открићем већег броја калиграфских отисака и античких докумената. Већи део дебате о аутентичности преживелих рукописа Лантингђи Сјуа заснива се на историјском развоју стилова кинеског писма и на томе да ли је Ванг Сиџи могао писати калиграфским стилом који изгледа много типичнији за курзивни стил из неколико векова касније од периода Источног Ђина. Неки од одговора на питања о аутентичности траже се испитивањем кинеских отисака са камења уклесаних у различитим калиграфским стиловима. Типично, камени натписи трају много дуже од папирних верзија и тако могу допринети општем разумевању стилова кинеског писма, а посебно улози или аутентичности Лантингђи Сјуа као дела тог процеса.

### Питања о аутентичности
Због губитка оригиналног Лантингђи Сјуа, постављена су питања да ли су преживеле копије верне копије, или су засноване на пукој реконструкцији. Глас о фалсификату, са кључним представником Гуом Можуом (1892–1978), првим председником Кинеске академије наука, тврди да је курзивни стил сазрео тек након династије Танг, јер уметничка дела и записи из периода од династије Хан до Ђин указују на велику зависност од употребе чиновничког писма (развијеног око 300. п. н. е.) уместо курзивног стила; такви примери укључују камене натписе приказане на сликама 3 и 4. Штавише, најранија збирка анегдота у Кини, Шишуо Синју („Нови приказ прича света“), коју је коментарисао писац Лију Сјаобјао (463–521), тврди да се предговор који је написао Ванг заправо звао Линхе Сју („Предговор окупљању поред реке“). Садржај Линхе Сјуа забележен у Шишуо Синјуу, у поређењу са рукописом Лантингђи Сјуа, скраћен је за сто шездесет седам карактера у средњем пасусу, али је додато четрдесет нових карактера на крају. Гуо је такође изјавио да су емоције изражене у предговору биле превише песимистичне за аристократу, тако да то није био прави одраз Ванговог темперамента. Као резултат тога, до раних 1970-их, готово је донет закључак да је свитак Лантингђи Сју дело које је фалсификовао један од Вангових потомака.

### Улога отисака
Репродукција натписа на камену (или других приказа на другим тврдим површинама) кроз процес отискивања са површине, користећи комбинацију мастила и папира или другог упијајућег материјала, има дугу историју у Кини, и била је централна за очување и разумевање културе, укључујући и Лантингђи Сју. Дискусија о предговору из Павиљона орхидеја, оживљена од 1980-их, са присталицама Ванговог Лантингђи Сјуа које су се супротстављале горенаведеним аргументима примерима отисака као што су слике 5 и 6, сугеришући да је формирање курзивног стила већ било завршено пре Ванговог времена. Поред тога, пошто је предговор приписан Вангу у каснијим временима, није изненађујуће да може постојати више од једног имена које се односи на исто дело. У ствари, пре коментара Лију Сјаобјаоа, ранија верзија Шишуо Синјуа коју је саставио први уредник Лију Јићинг (403–444) већ се позивала на предговор као на Лантингђи Сју. Ревизија садржаја се такође може разумети као уобичајена пракса примењена у историјским коментарисаним књигама као што је Шишуо Синју. Када је реч о Ванговој идеологији, у време када је предговор настао, Ванг је био у раним педесетим годинама и доживео је хаос ратова и распад своје нације. Стога су неки научници предложили да, уместо песимизма, садржај треба објаснити као одраз Вангових конфучијанских, будистичких и таоистичких утицаја. Ови аргументи су, као резултат тога, довели до ширег модерног признања да је Лантингђи Сју оригинално дело Ванга.
|  |  |  |  |
|  |  |  |  |

## Превод текста
| Кинески текст                            | Превод на српски                                                                                                   |
| ---------------------------------------- | --- |
| 永和九年，歲在癸丑，暮春之初，           | Девете године Јунгхе, на почетку позног пролећа,                                                                   |
| 會于會稽山陰之蘭亭，修禊事也。           | окупили смо се у Павиљону орхидеја, северно од планина Куаиђи, ради ритуала прочишћења.                            |
| 群賢畢至，少長咸集。                     | Сви учењаци, млади и стари, сабрали су се.                                                                         |
| 此地有崇山峻嶺，茂林修竹；               | Ово место има високе планине и стрме брежуљке, густе шуме и висок бамбус,                                          |
| 又有清流激湍，映帶左右。                 | као и бистар, прозиран поток који одражава околину.                                                                |
| 引以為流觴曲水，列坐其次；               | Седимо поред преусмереног потока, допуштајући да чаше с вином плутају поред нас његовим вијугавим током.           |
| 雖無絲竹管絃之盛，                       | Иако без пратње музике,                                                                                            |
| 一觴一詠，亦足以暢敘幽情。               | вино и рецитовање песама довољни су да разменимо осећања.                                                          |
| 是日也，天朗氣清，惠風和暢。             | На овај дан, небо је ведро, ваздух је свеж, и дува благи поветарац.                                                |
| 仰觀宇宙之大，                           | Гледајући горе, дивимо се пространству универзума;                                                                 |
| 俯察品類之盛；                           | гледајући доле, видимо безбројна песничка дела.                                                                    |
| 所以遊目騁懷，足以極視聽之娛，信可樂也。 | Пуштајући поглед да лута и ум да лети, човек може у потпуности уживати у задовољствима вида и звука, заиста дивно. |
| 夫人之相與，俯仰一世，                   | Људске интеракције брзо пролазе кроз један живот.                                                                  |
| 或取諸懷抱，晤言一室之內；               | Неки би делили своје амбиције у одаји;                                                                             |
| 或因寄所託，放浪形骸之外。               | други се могу слободно препустити различитим интересовањима и тежњама.                                             |
| 雖趣舍萬殊，靜躁不同；                   | Избори су бројни и наши темпераменти се разликују.                                                                 |
| 當其欣於所遇，暫得於己，怏然自足，       | Уживамо у тренутном задовољству које нас весели,                                                                   |
| 不知老之將至。                           | али једва примећујемо колико брзо старимо.                                                                         |
| 及其所之既倦，情隨事遷，感慨係之矣。     | Како жеље бледе и околности се мењају, јавља се туга.                                                              |
| 向之所欣，俛仰之間，已為陳跡，           | Оно што нас је раније радовало ускоро ће бити реликвија,                                                           |
| 猶不能不以之興懷；                       | не можемо а да не тугујемо.                                                                                        |
| 況修短隨化，終期於盡。                   | Било да је живот дуг или кратак, увек постоји крај.                                                                |
| 古人云：                                 | Како су древни рекли,                                                                                              |
| 「死生亦大矣。」                         | „Смрт и рођење су значајни.“                                                                                       |
| 豈不痛哉！                               | Како мучно! |
| 每覽昔人興感之由，若合一契；             | Читање прошлих дела открива доследну меланхолију древних.                                                          |
| 未嘗不臨文嗟悼，不能喻之於懷。           | Човек се може наћи како тугује реагујући на њихове речи, неспособан да артикулише своја осећања.                   |
| 固知一死生為虛誕，                       | Апсурдно је изједначавати живот са смрћу,                                                                          |
| 齊彭殤為妄作。                           | и једнако је глупо мислити да је дуговечност исто што и краткотрајност.                                            |
| 後之視今，                               | Будуће генерације ће гледати на нас,                                                                               |
| 亦猶今之視昔，                           | као што ми гледамо на нашу прошлост.                                                                               |
| 悲夫！                                   | Како тужно! |
| 故列敘時人，錄其所述；                   | Стога, бележимо људе присутне данас и њихова дела;                                                                 |
| 雖世殊事異，                             | Иако ће време и околности бити другачији,                                                                          |
| 所以興懷，其致一也。                     | изражена осећања ће остати непромењена.                                                                            |
| 後之覽者，亦將有感於斯文。               | Будући читаоци ће осетити исту емпатију кроз ову збирку песама.                                                    |

## Галерија
Фотографски извори везани за Лантингђи Сју. 
- Цар Кангси, „Плоча Лантинг“, династија Ћинг, камени натпис.
- Цар Ћанлунг, „Ћанлунгов аутограм за Лантингђи Сју“, династија Ћинг, штампа.
- Џенг Банћиао, „Калиграфска плоча: Лантингђи Сју“, династија Ћинг, камени натпис.
- Цар Кангси, „Копија Лантингђи Сјуа“, династија Ћинг, камени натпис.
- Цар Ренцунг од Сунга, Копија Лантингђи Сјуа, династија Сунг, камени натпис.
- Џао Менгфу, „Копија Лантингђи Сјуа“, династија Јуан, камени натпис.
- Џу Си, „Копија Лантингђи Сјуа“, династија Сунг, камени натпис.